# Polystichum jamunae
Polystichum jamunae är en träjonväxtart som beskrevs av Christopher Roy Fraser-Jenkins.
Polystichum jamunae ingår i släktet Polystichum och familjen Dryopteridaceae. Inga underarter finns listade i Catalogue of Life.